# Wamba
|  | Pel que fa al rei visigot, vegeu Vamba. |

Wamba és un municipi de la província de Valladolid, a la comunitat autònoma de Castella i Lleó. És l'únic municipi espanyol que comença per la lletra W. En aquesta petita població destaca, com a element turístic i monumental, l'església preromànica de Santa María, construïda a principis del segle x, i que abans formava part d'un monestir.

## Demografia
| 1991 | 1996 | 2001 | 2004 |
| ---- | ---- | ---- | ---- |
| 382  | 390  | 372  | 373  |